# Tauã
Tauã Ferreira dos Santos, meglio noto come Tauã (Mongaguá, 29 dicembre 1993), è un calciatore brasiliano, attaccante del PT Prachuap.

## Carriera
Ha esordito nel Campeonato Brasileiro Série A il 9 luglio 2015 disputando con l'Avaí l'incontro perso 3-0 contro il Palmeiras.

## Statistiche

### Presenze e reti nei club
Statistiche aggiornate al 26 agosto 2021.
| Stagione        | Squadra            | Campionato      | Campionato | Campionato | Coppe nazionali | Coppe nazionali | Coppe nazionali | Coppe continentali | Coppe continentali | Coppe continentali | Altre coppe | Altre coppe | Altre coppe | Totale | Totale |
| Stagione        | Squadra            | Comp            | Pres       | Reti       | Comp            | Pres            | Reti            | Comp               | Pres               | Reti               | Comp        | Pres        | Reti        | Pres   | Reti   |
| --------------- | ------------------ | --------------- | ---------- | ---------- | --------------- | --------------- | --------------- | ------------------ | ------------------ | ------------------ | ----------- | ----------- | ----------- | ------ | ------ |
| 2012            | Juventus-SP        | A3/SP           | 1          | 0          |                 | -               | -               |                    | -                  | -                  |             | -           | -           | 1      | 0      |
| 2012            | Avaí               | B               | 5          | 0          |                 | -               | -               |                    | -                  | -                  |             | -           | -           | 5      | 0      |
| 2013            | Avaí               | PD/SC+B         | 5+19       | 1+1        | CB              | 1               | 0               |                    | -                  | -                  |             | -           | -           | 25     | 2      |
| Totale Avaí     | Totale Avaí        | Totale Avaí     | 29         | 2          |                 | 1               | 0               |                    | -                  | -                  |             | -           | -           | 30     | 2      |
| 2014            | Marcílio Dias      | PD/SC           | 14         | 4          |                 | -               | -               |                    | -                  | -                  |             | -           | -           | 14     | 4      |
| 2014            | Guarani de Palhoça | D               | 6          | 1          |                 | -               | -               |                    | -                  | -                  |             | -           | -           | 6      | 1      |
| 2015            | Santo André        | A2/SP           | 14         | 3          | CB              | 1               | 0               |                    | -                  | -                  |             | -           | -           | 15     | 3      |
| 2015            | Avaí               | A               | 5          | 0          |                 | -               | -               |                    | -                  | -                  |             | -           | -           | 5      | 0      |
| 2016            | Avaí               | PD/SC+B         | 9+12       | 0          | CB              | 4               | 1               |                    | -                  | -                  |             | -           | -           | 25     | 1      |
| Totale Avaí     | Totale Avaí        | Totale Avaí     | 26         | 0          |                 | 4               | 1               |                    | -                  | -                  |             | -           | -           | 30     | 1      |
| 2016            | Tombense           | C               | 4          | 0          |                 | -               | -               |                    | -                  | -                  |             | -           | -           | 4      | 0      |
| 2017            | Tombense           | M1/MG+C         | 8+6        | 1+0        |                 | -               | -               |                    | -                  | -                  |             | -           | -           | 14     | 1      |
| Totale Tombense | Totale Tombense    | Totale Tombense | 18         | 1          |                 | -               | -               |                    | -                  | -                  |             | -           | -           | 18     | 1      |
| 2018            | Penapolense        | A2/SP           | 7          | 2          |                 | -               | -               |                    | -                  | -                  |             | -           | -           | 7      | 2      |
| 2018            | Atlético Acreano   | C               | 12         | 1          |                 | -               | -               |                    | -                  | -                  |             | -           | -           | 12     | 1      |
| 2019            | São Luiz           | PD/RS           | 14         | 0          |                 | -               | -               |                    | -                  | -                  |             | -           | -           | 14     | 0      |
| 2020-2021       | Nakhon Pathom Utd  | T2              | 24         | 14         |                 | -               | -               |                    | -                  | -                  |             | -           | -           | 24     | 14     |
| Totale carriera | Totale carriera    | Totale carriera | 165        | 28         |                 | 6               | 1               |                    | -                  | -                  |             | -           | -           | 171    | 29     |